# I LOVE YOU,OK (アルバム)
『I LOVE YOU,OK』（アイ・ラヴ・ユー・オーケー）は、矢沢永吉の1枚目のスタジオ・アルバム。1975年9月21日発売。

## 概要
- キャロルを解散した矢沢のソロデビュー作。キャロル解散直後の1975年5月に渡米し、ロサンゼルスにてレコーディングが行われた。
- プロデューサーは、映画『ゴッドファーザー』『ゴッドファーザー PART II』のサウンドトラックのプロデューサーであるトム・マック。本作では矢沢本人はプロデュースに関与していない。
- ジャケット写真は、渋谷センター街（正確には井ノ頭通り）にあるゲームセンター「ゲームファンタジア」（現在のアドアーズ）前で撮影されたもの。乗っている車は、当時の矢沢の愛車であるリンカーン・コンチネンタル[1]。
- 矢沢のロゴは、本作および同日発売のシングル『アイ・ラヴ・ユー、OK』より使われ始めている。

## 収録曲

### LP
| 全作曲: 矢沢永吉、全編曲: マイク・メルボーン。 |                                          |           |            |      |
| #                                              | タイトル                                 | 作詞      | 作曲・編曲 | 時間 |
| 1.                                             | 「セクシー・キャット」(1stシングルのB面) | 相沢行夫  | 矢沢永吉   | 2:56 |
| 2.                                             | 「ウイスキー・コーク」                   | 相沢行夫  | 矢沢永吉   | 2:12 |
| 3.                                             | 「キャロル」                             | 相沢行夫  | 矢沢永吉   | 3:04 |
| 4.                                             | 「雨のハイウェイ」                       | 相沢行夫  | 矢沢永吉   | 3:34 |
| 5.                                             | 「キザな野郎」                           | 相沢行夫  | 矢沢永吉   | 3:27 |
| 6.                                             | 「ライフ・イズ・ヴェイン」               | 西岡恭蔵  | 矢沢永吉   | 2:32 |
| 合計時間:                                      | 合計時間:                                | 合計時間: | 17:45      |      |

| 全作曲: 矢沢永吉、全編曲: マイク・メルボーン。 |                                       |           |            |      |
| #                                              | タイトル                              | 作詞      | 作曲・編曲 | 時間 |
| 1.                                             | 「恋の列車はリバプール発」            | 相沢行夫  | 矢沢永吉   | 2:50 |
| 2.                                             | 「安物の時計」                        | 松本隆    | 矢沢永吉   | 3:02 |
| 3.                                             | 「夏のフォトグラフ」                  | 西岡恭蔵  | 矢沢永吉   | 2:26 |
| 4.                                             | 「奴はデビル」                        | 西岡恭蔵  | 矢沢永吉   | 2:49 |
| 5.                                             | 「サブウェイ特急」                    | 松本隆    | 矢沢永吉   | 3:49 |
| 6.                                             | 「アイ・ラヴ・ユー、OK」(1stシングル) | 相沢行夫  | 矢沢永吉   | 3:39 |
| 合計時間:                                      | 合計時間:                             | 合計時間: | 18:35      |      |

### CD
| 全作曲: 矢沢永吉、全編曲: マイク・メルボーン。 |                            |           |            |      |
| #                                              | タイトル                   | 作詞      | 作曲・編曲 | 時間 |
| 1.                                             | 「セクシー・キャット」     | 相沢行夫  | 矢沢永吉   | 2:56 |
| 2.                                             | 「ウイスキー・コーク」     | 相沢行夫  | 矢沢永吉   | 2:12 |
| 3.                                             | 「キャロル」               | 相沢行夫  | 矢沢永吉   | 3:04 |
| 4.                                             | 「雨のハイウェイ」         | 相沢行夫  | 矢沢永吉   | 3:34 |
| 5.                                             | 「キザな野郎」             | 相沢行夫  | 矢沢永吉   | 3:27 |
| 6.                                             | 「ライフ・イズ・ヴェイン」 | 西岡恭蔵  | 矢沢永吉   | 2:32 |
| 7.                                             | 「恋の列車はリバプール発」 | 相沢行夫  | 矢沢永吉   | 2:50 |
| 8.                                             | 「安物の時計」             | 松本隆    | 矢沢永吉   | 3:02 |
| 9.                                             | 「夏のフォトグラフ」       | 西岡恭蔵  | 矢沢永吉   | 2:26 |
| 10.                                            | 「奴はデビル」             | 西岡恭蔵  | 矢沢永吉   | 2:49 |
| 11.                                            | 「サブウェイ特急」         | 松本隆    | 矢沢永吉   | 3:49 |
| 12.                                            | 「アイ・ラヴ・ユー、OK」   | 相沢行夫  | 矢沢永吉   | 3:39 |
| 合計時間:                                      | 合計時間:                  | 合計時間: | 36:20      |      |